# شهرستان وانان
شهرستان وانان (به لاتین: Wan'an County) یک شهرستان‌های جمهوری خلق چین در چین است که در ژی ان واقع شده‌است.